# Words I Never Said
Words I Never Said (dt. Worte, die ich nie sagte) ist ein Lied des US-amerikanischen Rappers Lupe Fiasco. Der Song wurde als zweite Single aus seinem Album Lasers am 8. Februar 2011 veröffentlicht. Der Refrain wird von der Sängerin Skylar Grey gesungen, die später eine eigene Version mit dem Titel Words aufnahm. 

## Hintergrund
Ursprünglich erhielt Lupe Fiasco eine Version des Tracks mit dem Gesang von Skylar Grey. Dieser beinhalte sowohl den Refrain, als auch eine Bridge, die sich mit dem Thema „gescheiterte Beziehung“ beschäftigte. Fiasco schnitt diese heraus, um eine eher Conscious Raporientierte Politnummer daraus zu machen. Im Gegensatz zur Solo-Version von Skylar Grey ist der Song deutlich politischer. Er behandelt kontroverse politische Themen, wie den 11. September und den anschließenden War on Terror, US-amerikanische Finanzpolitik und die Besetzung des Gazastreifens. Im Lied selbst werden die konservativen Radiomoderatoren Rush Limbaugh und Glenn Beck als Rassisten bezeichnet.
Das Lied wurde von dem englischen Musikproduzenten Alex da Kid produziert. Am 18. Januar 2011 wurde ein Teaser veröffentlicht, der lediglich einige Auszüge beinhaltete. Der komplette Track hatte seine Premiere am 1. Februar 2011. An diesem Tag wurde auch das Single-Cover veröffentlicht.
Am 27. April 2011 erschien das Musikvideo zum Lied. Regie führte Sanaa Hamri. Der Film zeigt Ausschnitte von politischem Tagesgeschehen und aus Nachrichtensendungen, insbesondere aus politischen Debatten und Kriegsberichten. Der Text wird dabei im Stil einer Kinoreklame eingeblendet.

## Rezeption
Der britische Rapper Lowkey sampelte die Textzeilen 

„Limbaugh is a racist, Glenn Beck is a racist, Gaza Strip was getting bombed, Obama didn’t say shit“

 für seinen Song Obama Nation (Pt. 2) feat. M-1 und Black teh Ripper auf seinem zweiten Album Soundtrack to the Struggle.

## Kommerzieller Erfolg
Der Track erreichte Platz 89 der US-amerikanischen Single-Charts.

### Chartplatzierungen
| ChartsChartplatzierungen       | Höchstplatzierung | Wochen |
| ------------------------------ | ----------------- | ------ |
| Vereinigte Staaten (Billboard) | 89 (1 Wo.)        | 1      |

### Auszeichnungen für Musikverkäufe
| Land/Region               | Auszeichnungen für Musikverkäufe (Land/Region, Auszeichnung, Verkäufe) | Verkäufe |
| ------------------------- | ---------------------------------------------------------------------- | -------- |
| Vereinigte Staaten (RIAA) | Gold                                                                   | 500.000  |
| Insgesamt                 | 1× Gold ·                                                              | 500.000  |

## Soloversion von Skylar Grey
Im Jahr 2012 nahm Skylar Grey eine Soloversion des Songs neu unter dem Titel Words auf. Das Lied ist auch auf dem Album The Buried Sessions of Skylar Grey enthalten. Das Stück Words wurde auch im Film Step Up Revolution zusammen mit dem Song Dance Without You (ebenfalls von Skylar Grey) verwendet. Im März 2015 veröffentlichte Skylar Grey den Track als Single auf iTunes.
Der Song ist ihrem verstorbenen Großvater gewidmet, mit dem sie, bedingt durch ihre Musikkarriere, wenig Zeit hatte verbringen können. In einem Interview mit rap-up.com sagte sie: „I wrote this song about my grandfather who passed away before I had a chance to say goodbye.“ 
(dt. „Ich schrieb den Song über meinen Grossvater, der starb, bevor ich eine Chance hatte, Auf Wiedersehen zu sagen.“)